# James Duckworth
James Duckworth (Sydney, 21 januari 1992) is een Australische tennisspeler. Hij heeft nog geen ATP-toernooi gewonnen. Hij is eenmaal verliezend finalist in het enkel- en in het dubbelspel. Wel deed hij al mee aan Grand Slams. Hij heeft zeven challengers in het enkelspel en één challenger in het dubbelspel op zijn naam staan.

## Palmares
| Legenda                       | Legenda               |
| ----------------------------- | --------------------- |
| Grand Slam                    |                       |
| Olympische Spelen             |                       |
| tot 2009                      | vanaf 2009            |
| Tennis Masters Cup            | ATP Finals            |
| ATP Masters Series            | ATP Tour Masters 1000 |
| ATP International Series Gold | ATP Tour 500          |
| ATP International Series      | ATP Tour 250          |

### Palmares enkelspel
| Nr.                  | Datum             | Toernooi        | Ondergrond    | Tegenstander in finale      | Score         | Details |
| -------------------- | ----------------- | --------------- | ------------- | --------------------------- | ------------- | ------- |
| Verloren finales     |                   |                 |               |                             |               |         |
| 1.                   | 26 september 2021 | ATP Nur-Sultan  | Hardcourt (i) | Kwon Soon-woo               | 6-7(6), 3-6   | Details |
| Gewonnen challengers |                   |                 |               |                             |               |         |
| 1.                   | 27 juli 2014      | Lexington       | Hardcourt     | James Ward                  | 6-3, 6-4      |         |
| 2.                   | 2 november 2014   | Charlottesville | Hardcourt (I) | Liam Broady                 | 5-7, 6-3, 6-2 |         |
| 3.                   | 22 mei 2016       | Bangkok         | Hardcourt     | Sam Barry                   | 7-6(5), 6-4   |         |
| 4.                   | 6 november 2016   | Canberra        | Hardcourt     | Marc Polmans                | 7-5, 6-3      |         |
| 5.                   | 20 november 2016  | Toyota          | Tapijt (i)    | Tatsuma Ito                 | 7-5, 4-6, 6-1 |         |
| 6.                   | 16 september 2018 | Cary            | Hardcourt     | Reilly Opelka               | 7-64, 6-3     |         |
| 7.                   | 24 februari 2019  | Bangkok         | Hardcourt     | Alejandro Davidovich Fokina | 6-4, 6-3      |         |

### Palmares dubbelspel
| Nr.                              | Datum           | Toernooi     | Ondergrond | Partner               | Tegenstanders in finale        | Score       | Details |
| -------------------------------- | --------------- | ------------ | ---------- | --------------------- | ------------------------------ | ----------- | ------- |
| Verloren finales herendubbel     |                 |              |            |                       |                                |             |         |
| 1.                               | 10 januari 2016 | ATP Brisbane | Hardcourt  | Chris Guccione        | Henri Kontinen John Peers      | 6-7(4), 1-6 | Details |
| Gewonnen challengers herendubbel |                 |              |            |                       |                                |             |         |
| 1.                               | 8 april 2013    | Itajaí       | Gravel     | Pierre-Hugues Herbert | Guilherme Clezar Fabricio Neis | 7-5, 6-2    |         |

## Prestatietabellen
| Legenda | Legenda                          |
| ------- | -------------------------------- |
| g.t.    | geen toernooi gehouden           |
| l.c.    | lagere categorie                 |
| –       | niet deelgenomen                 |
| G       | uitgeschakeld in de groepsfase   |
| 1R      | uitgeschakeld in de eerste ronde |
| 2R      | uitgeschakeld in de tweede ronde |
| 3R      | uitgeschakeld in de derde ronde  |
| 4R      | uitgeschakeld in de vierde ronde |
| KF      | uitgeschakeld in de kwartfinale  |
| HF      | uitgeschakeld in de halve finale |
| F       | de finale verloren               |
| W       | het toernooi gewonnen            |
| w-v     | winst/verlies-balans             |

### Prestatietabel enkelspel
| Grandslamtoernooien  |     |      |      |      |     |      |      |      |      |    |
| Australian Open      | 2R  | 2R   | 1R   | 2R   | 1R  | 1R   | –    | 1R   | 1R   | 2R |
| Roland Garros        | –   | 1R   | 1R   | 1R   | –   | –    | 1R   | –    | 1R   | 2R |
| Wimbledon            | –   | 1R   | 1R   | 2R   | –   | –    | 1R   | –    | g.t. | 3R |
| US Open              | –   | 1R   | –    | 1R   | 2R  | –    | 1R   | –    | 1R   |    |
| ATP Masters 1000     |     |      |      |      |     |      |      |      |      |    |
| Indian Wells         | –   | –    | –    | 2R   | –   | –    | –    | –    | g.t. |    |
| Miami                | –   | –    | –    | 2R   | –   | –    | –    | –    | g.t. | 3R |
| Monte Carlo          | –   | –    | –    | –    | –   | –    | –    | –    | g.t. | –  |
| Madrid               | –   | –    | –    | –    | –   | –    | –    | –    | g.t. | –  |
| Rome                 | –   | –    | –    | –    | –   | –    | –    | –    | –    | –  |
| Montreal/Toronto     | –   | –    | –    | –    | –   | –    | –    | –    | g.t. | 3R |
| Cincinnati           | –   | –    | –    | –    | –   | –    | –    | –    | –    |    |
| Shanghai             | –   | –    | –    | –    | –   | –    | –    | –    | g.t. |    |
| Parijs               | –   | –    | –    | –    | –   | –    | –    | –    | –    |    |
| Olympische Spelen    |     |      |      |      |     |      |      |      |      |    |
| Olympische Spelen    | –   | g.t. | g.t. | g.t. | –   | g.t. | g.t. | g.t. | g.t. | 2R |
| Statistieken         |     |      |      |      |     |      |      |      |      |    |
| Totaal aantal titels | 0   | 0    | 0    | 0    | 0   | 0    | 0    | 0    | 0    | 0  |
| Eindejaarsranking    | 210 | 136  | 127  | 120  | 103 | 990  | 234  | 100  | 103  |    |

### Prestatietabel (Grand Slam) dubbelspel
| Grandslamtoernooien  |      |      |      |      |      |     |      |      |    |
| Australian Open      | 1R   | 1R   | 1R   | 1R   | 1R   | 1R  | 1R   | KF   | 3R |
| Roland Garros        | –    | –    | –    | –    | 1R   | –   | –    | 1R   | –  |
| Wimbledon            | –    | –    | –    | –    | –    | –   | –    | g.t. | –  |
| US Open              | –    | –    | –    | –    | –    | –   | –    | –    |    |
| Olympische Spelen    |      |      |      |      |      |     |      |      |    |
| Olympische Spelen    | g.t. | –    | g.t. | g.t. | g.t. | –   | g.t. | g.t. | –  |
| Statistieken         |      |      |      |      |      |     |      |      |    |
| Totaal aantal titels | 0    | 0    | 0    | 0    | 0    | 0   | 0    | 0    | 0  |
| Eindejaarsranking    | 925  | 1170 | 421  | 703  | 478  | 400 | 442  | 211  |    |